# Chaenostoma polelense
Chaenostoma polelense är en flenörtsväxtart. Chaenostoma polelense ingår i släktet Chaenostoma och familjen flenörtsväxter.

## Underarter
Arten delas in i följande underarter:
- C. p. fraternum
- C. p. polelense